# Vicky Jenson
Victoria „Vicky“ Jenson (* 4. März 1960 in Los Angeles) ist eine US-amerikanische Regisseurin. Zu ihren größten Erfolgen zählt ihr Langfilm-Regiedebüt Shrek – Der tollkühne Held, für den sie 2001 mit einem BAFTA-Award (in der Sparte BAFTA Children’s Award) für den Besten Film ausgezeichnet wurde, und der 2002 den allerersten Oscar für den Besten Animierten Film erhielt.

## Leben
Jensons Mutter Ana stammt ursprünglich aus Costa Rica. Jenson hat zwei Schwestern und einen Bruder.
Jenson besuchte sowohl das Academy of Art College in San Francisco wie auch die California State University, Northridge.
Jenson ist verheiratet und Stiefmutter der Kinder ihres Ehemannes.

## Karriere
Jenson begann ihre Karriere im Bereich Animation im Alter von 17 Jahren mit der Erstellung von Hintergründen in Hanna-Barbera Cartoons. In den 1980ern und 90ern begleitet sie TV-Serien wie She-Ra – Prinzessin der Macht, Jem and the Holograms, He Man – Im Tal der Macht und Die Ren & Stimpy Show als Storyboard- und Hintergrundzeichnerin.
Neben ihrer Arbeit in Film und Fernsehen hat Jenson auch an Werbekampagnen, u. a. für den amerikanischen Modekonzern Old Navy, mitgearbeitet.
Ihr Langfilm-Regiedebüt gab Jenson mit der Co-Regie von Shrek – Der tollkühne Held. Der Film (Traum)Job gesucht markierte 2009 ihr Realfilm-Regiedebüt.

## Filmografie (Auswahl)
- 2000: Der Weg nach El Dorado; Storyboard-Zeichnerin
- 2000: Chicken Run – Hennen rennen; Storyboard-Zeichnerin
- 2003: Sinbad – Der Herr der sieben Meere; Storyboard-Zeichnerin
- 2001: Shrek – Der tollkühne Held; Regisseurin (gemeinsam mit Andrew Adamson)
- 2003: Family Tree (Kurzfilm); Regisseurin
- 2004: Große Haie – Kleine Fische; Regisseurin
- 2009: (Traum)Job gesucht; Regisseurin
- 2023: Spellbound; Regisseurin

## Auszeichnungen (Auswahl)
- 2001: BAFTA Children’s Award für den Besten Film für Shrek – Der tollkühne Held
- 2001: Annie Award für die Beste Regie-Einzelleistung bei einem Animierten Film für Shrek – Der tollkühne Held[11]
- 2001: Los Angeles Film Critics Association Award für die Beste Animation für Shrek – Der tollkühne Held[12]
- 2001: Im Wettbewerb um die Goldene Palme beim Cannes Film Festival mit Shrek – Der tollkühne Held[13]
- 2003: Preis für den Besten Kurzfilm beim SXSW Film Festival für Family Tree